# Ford Transit
Ford Transit – samochód dostawczy klasy średniej, a następnie klasy wyższej produkowany pod amerykańską marką Ford od 1953 roku. Od 2014 roku produkowana jest szósta generacja pojazdu.

## Pierwsza generacja

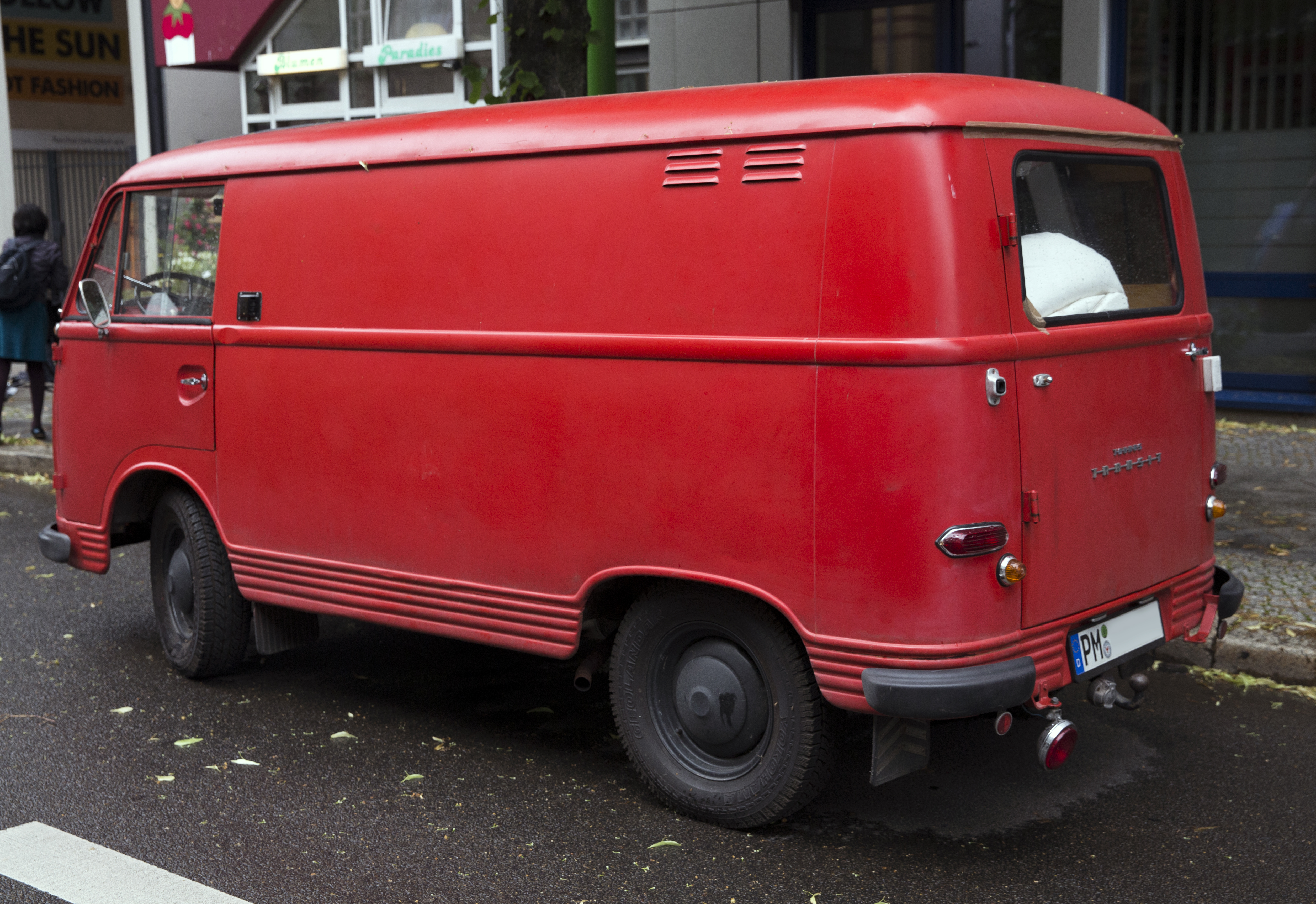
Ford Taunus Transit – tył

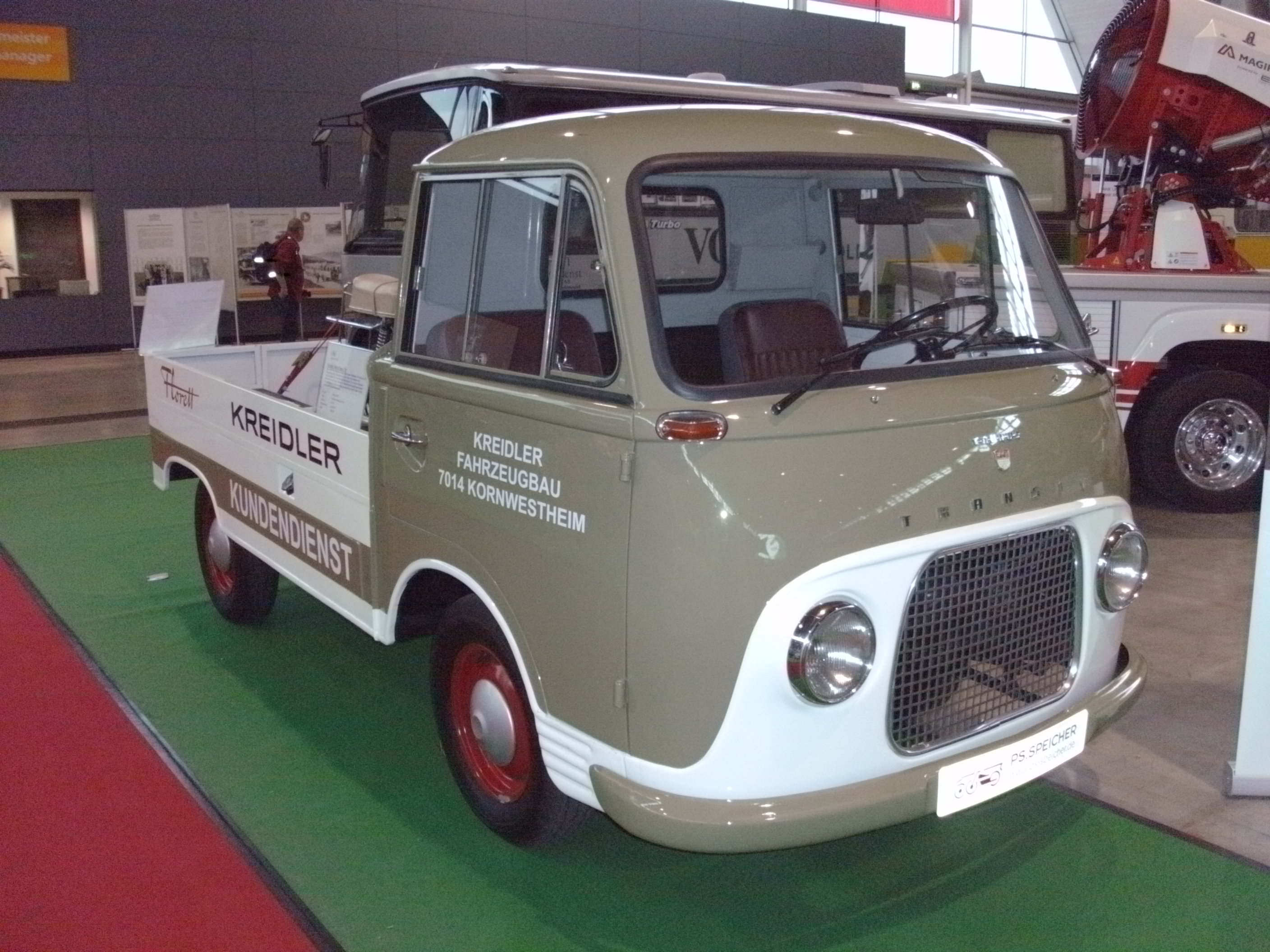
Ford Taunus Transit FK 100

Ford Taunus Transit został zaprezentowany po raz pierwszy w 1953 roku.
Pierwsze wcielenie Transita oferowane było pod różnymi nazwami, jak m.in. Ford FK1000, Ford Transit 1250 i wreszcie Ford Taunus Transit. To pierwszy średniej wielkości pojazd dostawczy Forda, który produkowano z przeznaczeniem m.in. na rynek europejski i australijski. Samochód produkowano w niemieckich oraz portugalskich zakładach Forda. Pod maską znalazł się m.in. silnik benzynowy o z pojemnością 1.7 litra oraz mocą 60 KM.
Samochód zdobył szeroką popularność na rynkach Europy Zachodniej nie tylko jako samochód dostawczy, ale i w roli pojazdu powszechnie stosowanego w służbach porządkowych i poblucznych m.in. jako wóz strażacki, radiowóz, karetka.

### Silnik
- L4 1.7l

## Druga generacja

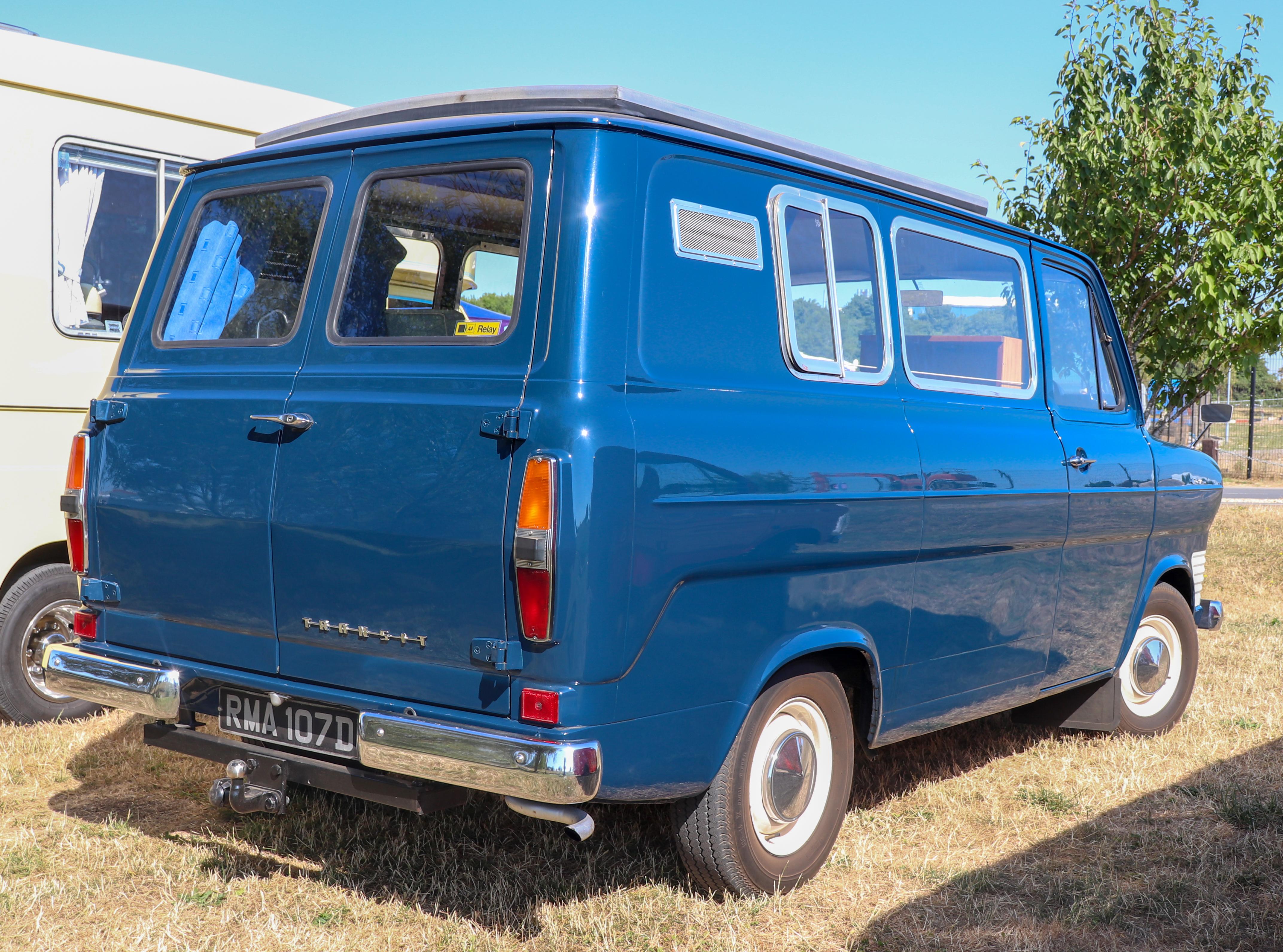
Ford Transit II – tył

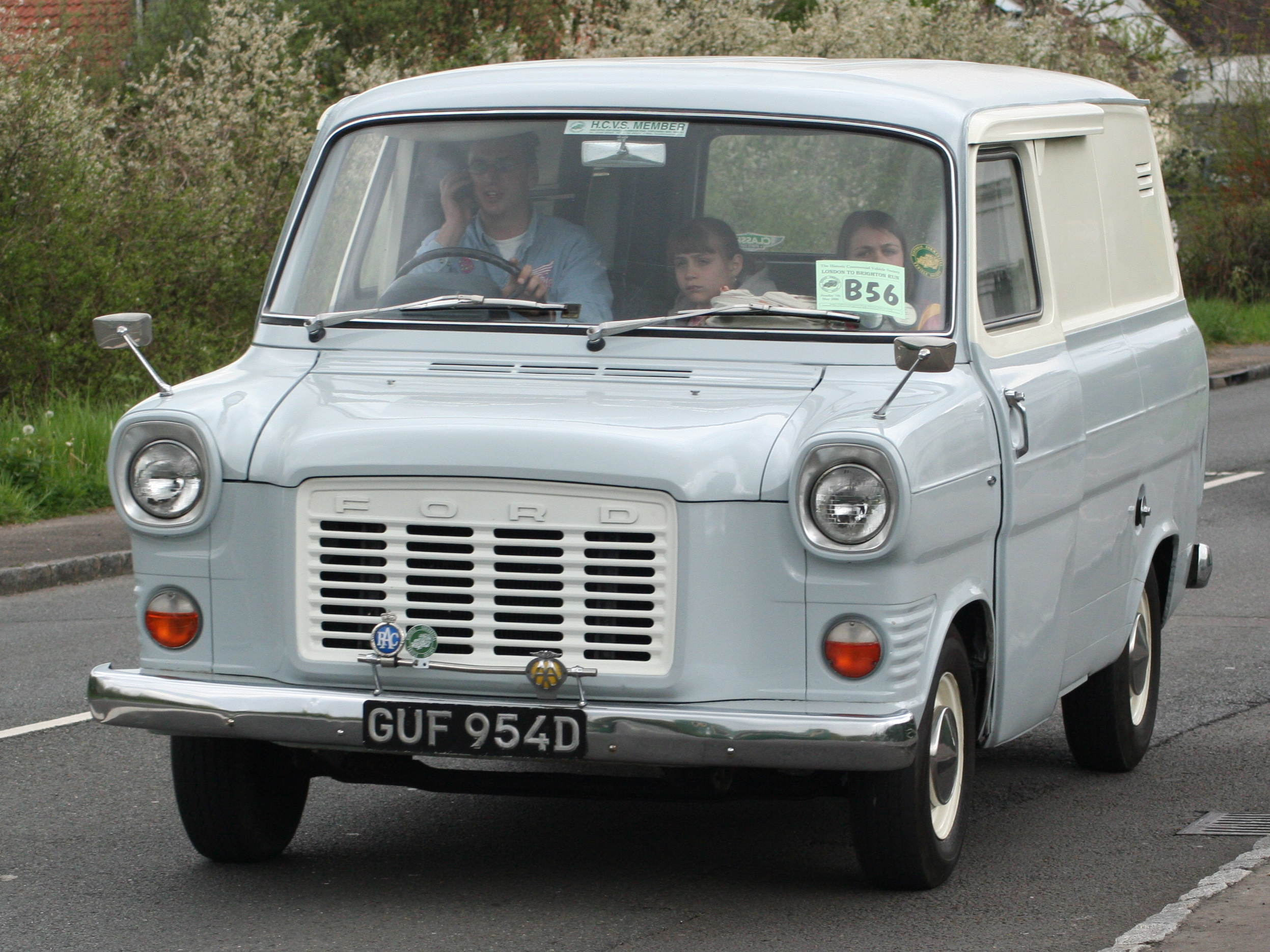
Ford Transit II po liftingu

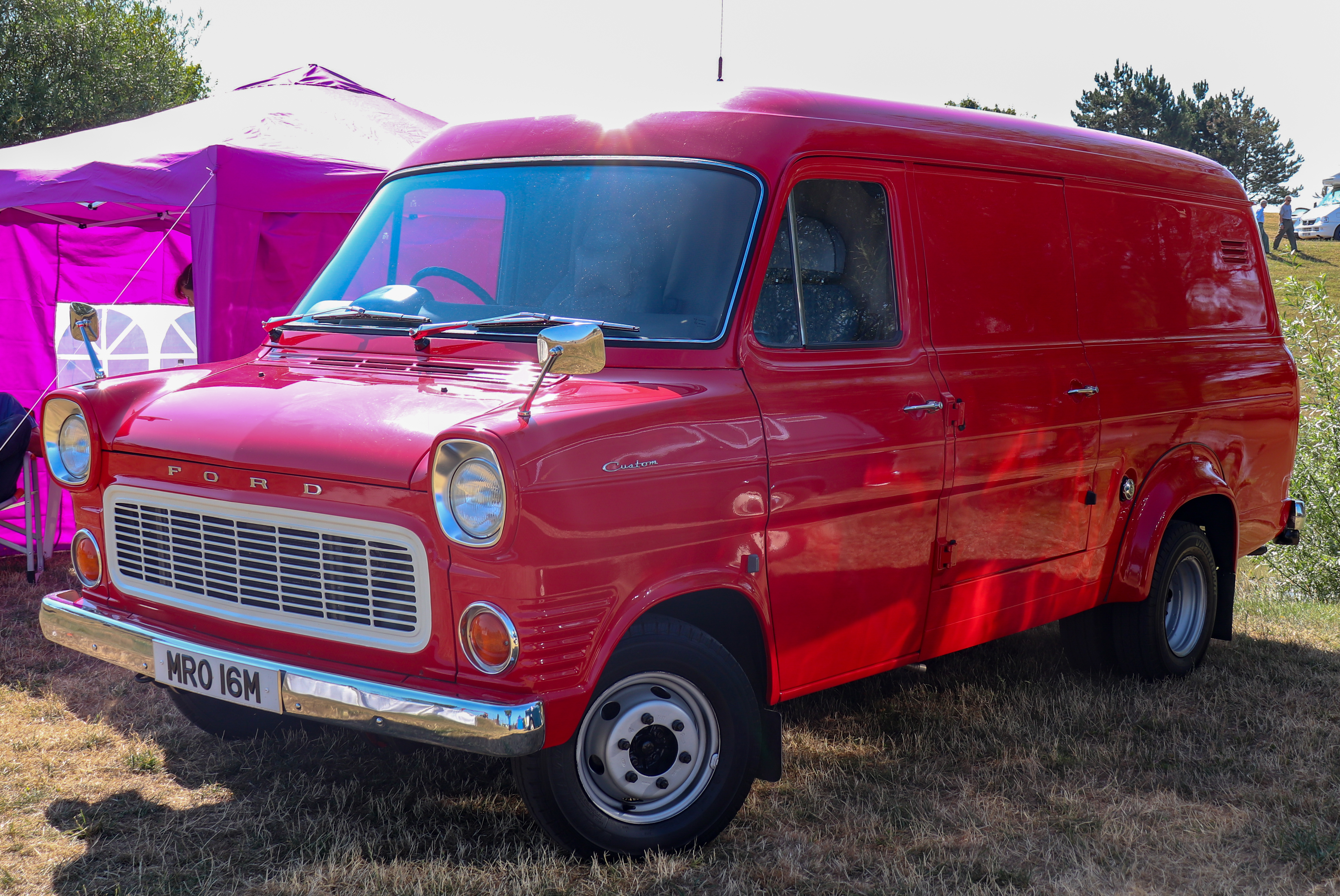
Ford Transit II po drugim liftingu

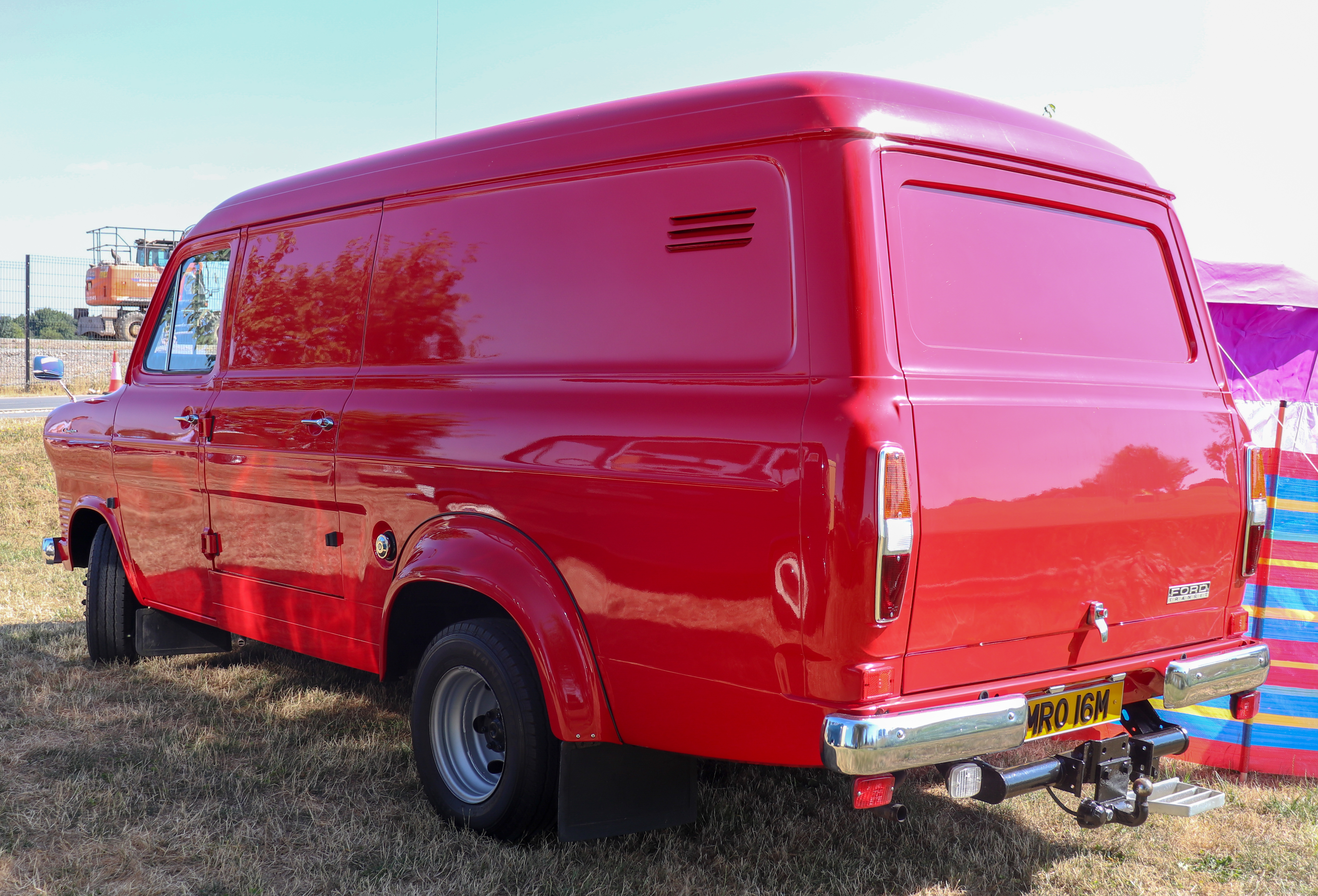
Ford Transit II – tył po drugim liftingu

Ford Transit II został zaprezentowany po raz pierwszy w 1965 roku.
Pracując nad zupełnie nowym modelem mającym na celu zastąpić Taunusa Transita, Ford zdecydował się skrócić nazwę modelu do po prostu Transit i zachować jego koncepcję przystosowaną do uniwersalnego zastosowania. Jako że był to pierwszy model oferowany jako Transit, nosił on przydomek porządkowy MK1.
Samochód oferowany był w różnych konfiguracjach nadwozia, zarówno jako kombi i minibus, jak i furgon oraz podwozie do zabudowy, sprawdzając się także w służbach porządkowych.
Ford Transit tej generacji wyróżniał się masywnym, szerokim nadwoziem z osadzonymi na błotnikach okrągłymi reflektorami, a także rozległą atrapą chłodnicy.
Samochód odniósł duży sukces rynkowy szczególnie w krajach anglosaskich, zdobywając uznanie za zasługą m.in. właściwości transportowych oraz szerokiego zakresu dostępnych konfiguracji nadwozia.
Głównymi zakładami produkcyjnymi, w których wytwarzano Transita MK1, była fabryka Langley, w Anglii. Z racji dużego zapotrzebowania, Ford zdecydował się uruchomić produkcję tego samochodu dostawczego także w innej brytyjskiej fabryce w Southampton.

### Restylizacje
Na przestrzeni 12 lat produkcji, samochód był systematycznie modernizowany przez producenta pod kątem poprawy właściwości aerodynamicznych, jak i ogólnej stylizacji nadwozia.

### Silniki
- L4 1.2 45 KM
- L4 1.3 50 KM
- L4 1.5 60 KM
- L4 1.7 65 KM
- L4 2.0 70 KM
- L4 2.0 75 KM
- L4 2.0 80 KM
- L4 2.4 Diesel 62 KM

## Trzecia generacja

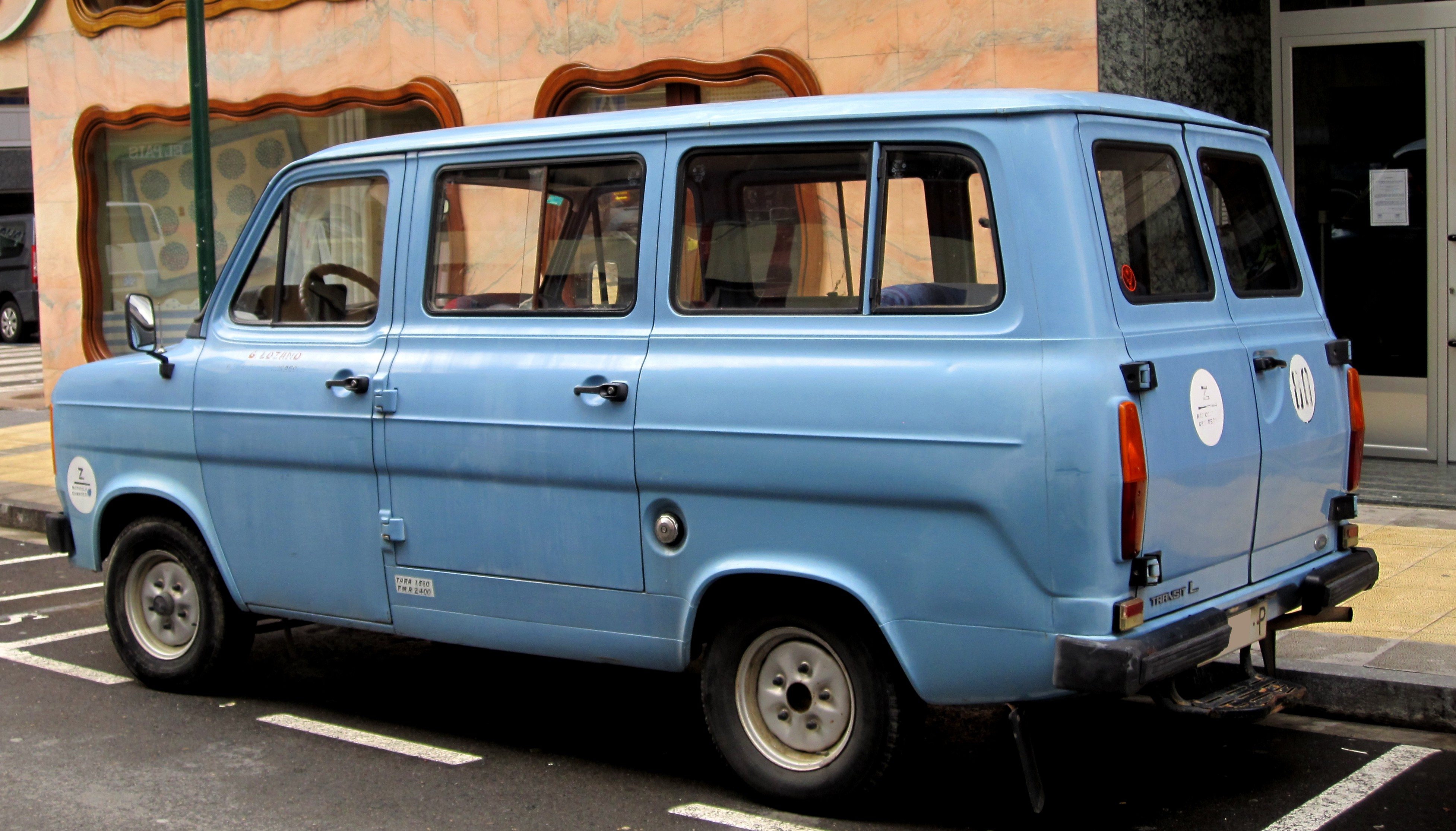
Ford Transit III – tył

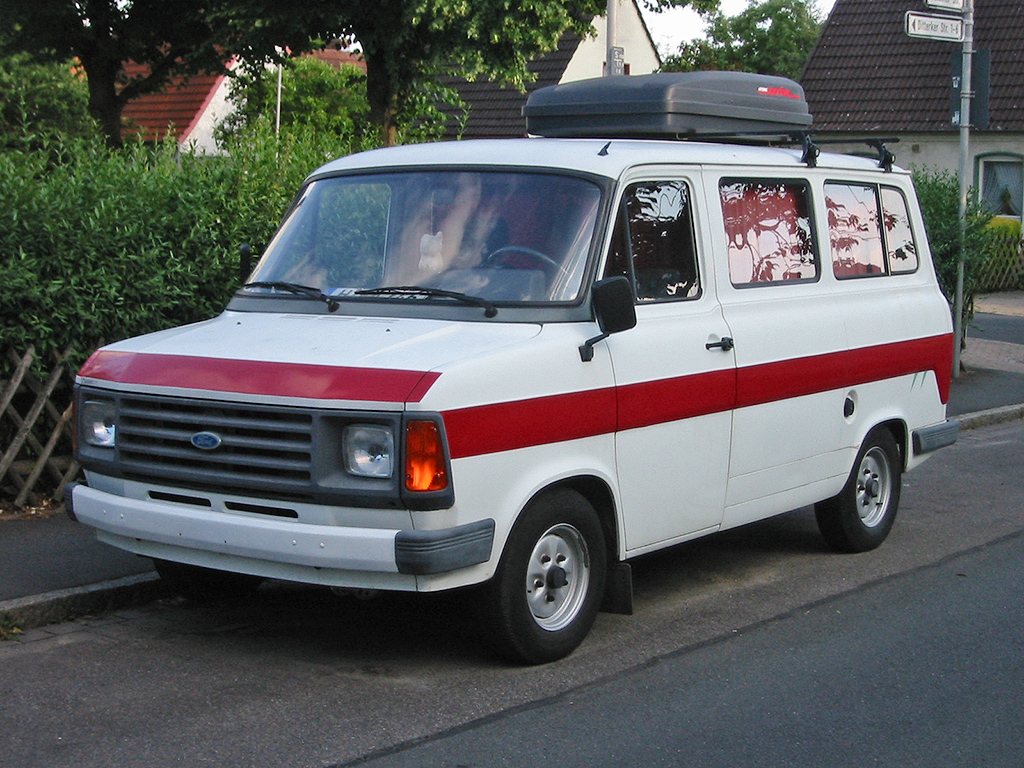
Ford Transit III po liftingu

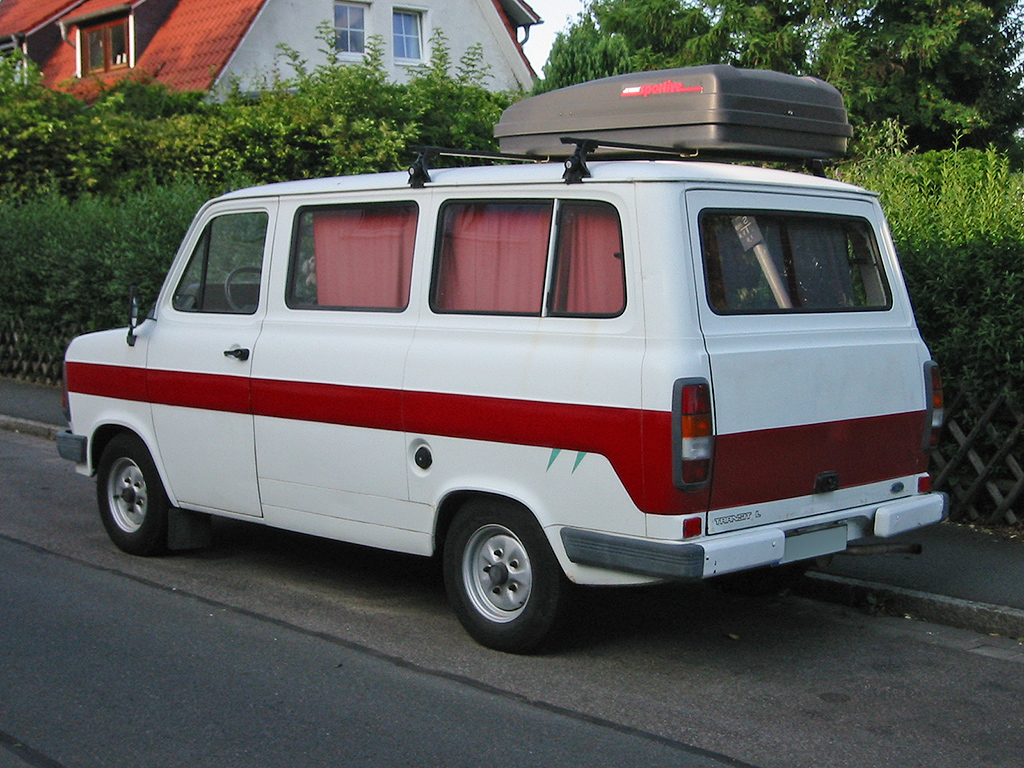
Ford Transit III – tył po liftingu

Ford Transit III został zaprezentowany po raz pierwszy w 1977 roku.
Trzecia generacja średniej wielkości samochodu dostawczego Forda nie była zupełnie nową konstrukcją, lecz głęboko zmodernizowanym poprzednikiem. Zachowując charakterystyczne proporcje poprzednika, samochód zyskał nowy pas przedni z bardziej kanciastymi reflektorami i dużą plastikową atrapą chłodnicy.
Ponadto, zmodernizowano też tylną część nadwozia, nadając jej nowy kształt lamp i zderzaka. Zmiany objęły jeszcze kabinę pasażerską, wdrażając nowy projekt deski rozdzielczej. Transit II był oferowany jako 2-osobowy furgon, osobowy, przeszklony model, oraz dostawczy.
Ford Transit Mk2 był samochodem tylnonapędowym, z silnikiem umieszczonym z przodu, co zapewnić miało jak najbardziej płaską część ładunkową. Był oferowany z czterema silnikami: benzynowymi 2.0 i 3.0 oraz dieslami 2.4 i 2.5.

### Lifting
W 1984 roku trzecia generacja Transita przeszła kolejny face lifting, przynosząc głównie zmiany w kształcie lamp z kierunkowskazami i atrapy chłodnicy. Zmiany objęły także tylną część nadwozia, z nowymi lampami i zderzakiem.

### Silniki
- R4 1.6
- R4 2.0
- V6 3.0
- R4 2.4 Diesel
- R4 2.5 Diesel

## Czwarta generacja

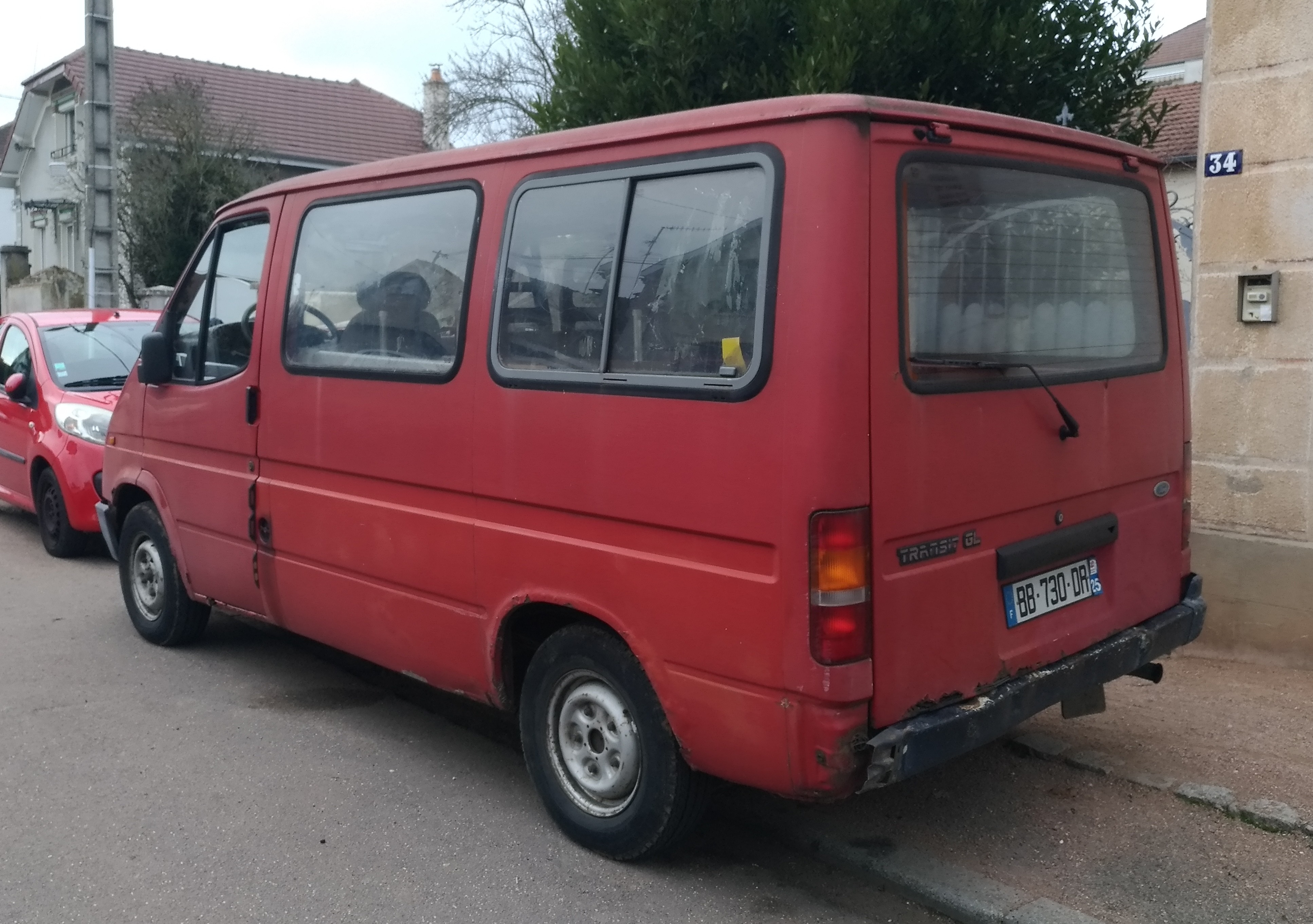
Ford Transit IV – tył

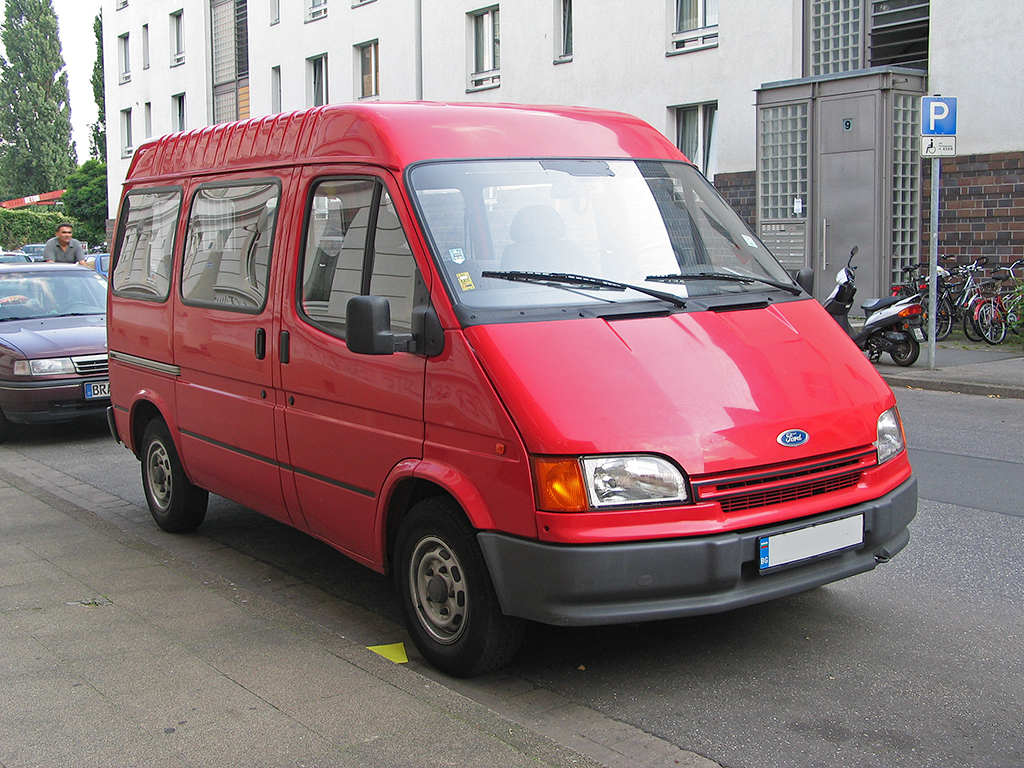
Ford Transit IV po liftingu

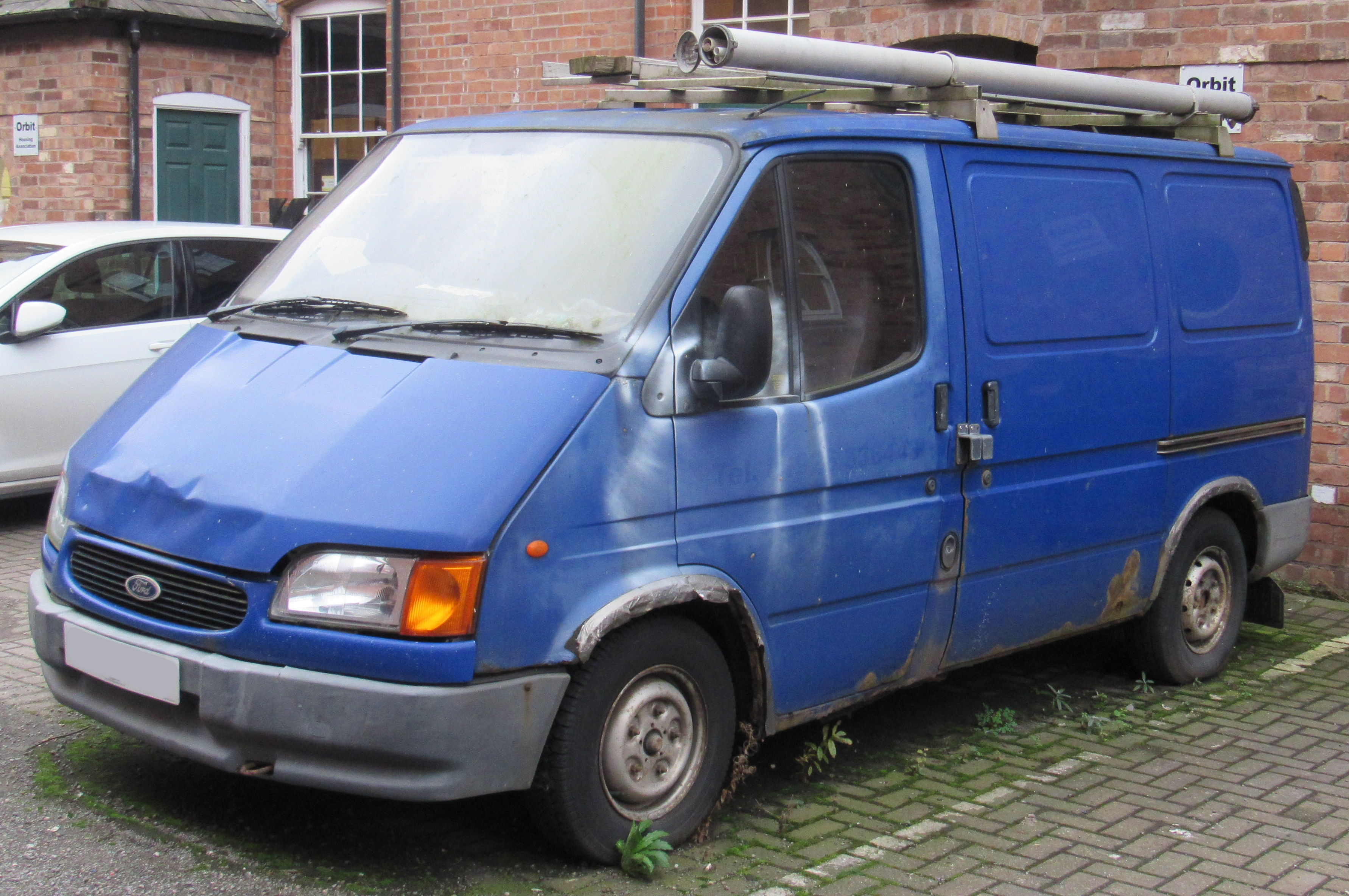
Ford Transit IV po drugim liftingu

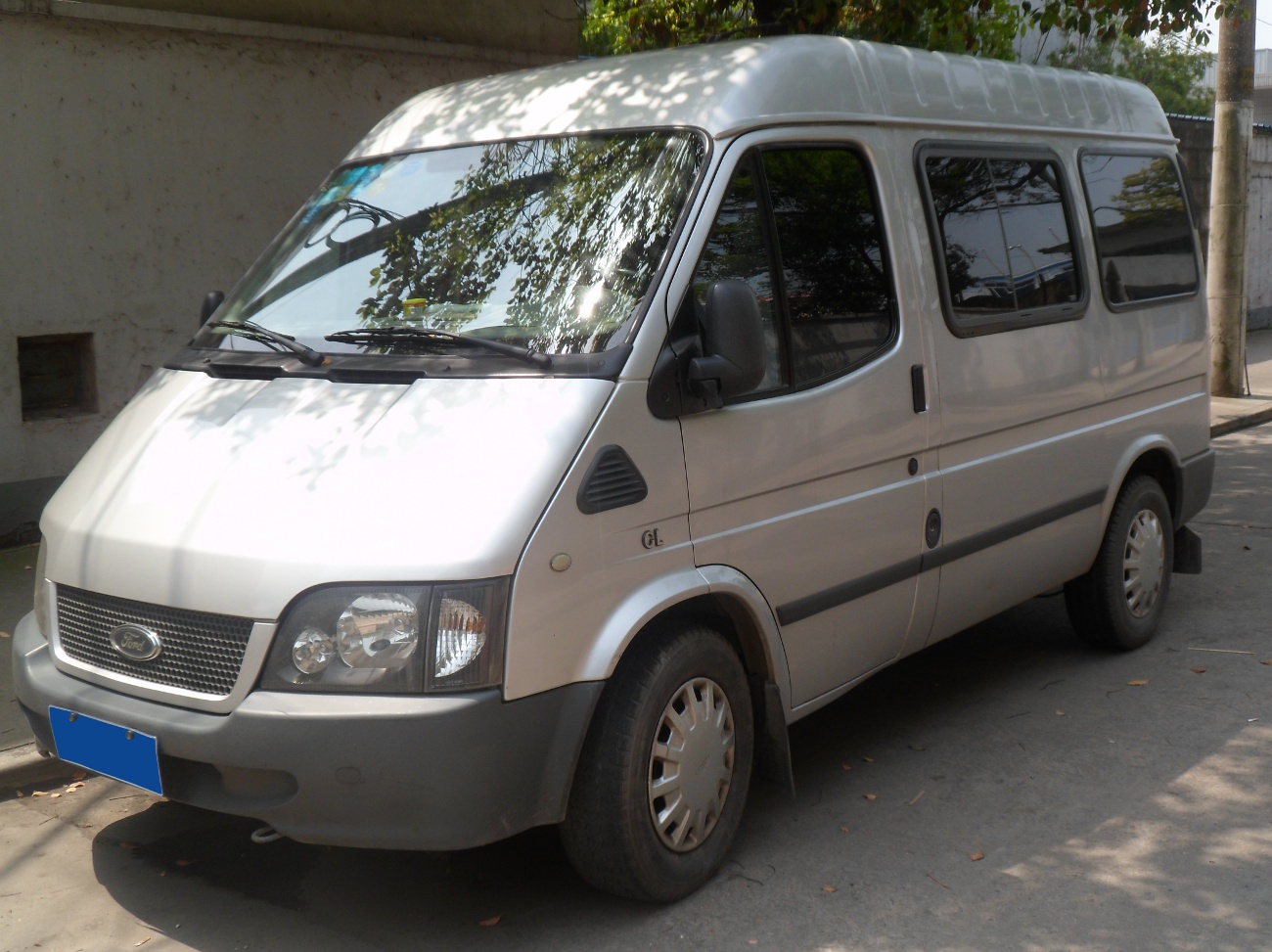
chiński Ford Transit

Ford Transit IV został zaprezentowany po raz pierwszy w styczniu 1986 roku.
Transit czwartej generacji to zupełnie nowy model opracowany od podstaw, porzucający produkowaną przez ponad 30 lat koncepcję opracowaną w latach 60. XX wieku. Nadwozie przybrało inne, bardziej aerodynamiczne proporcje z charakterystycznymi, obłymi i zarazem kanciastymi motywami oraz nisko osadzonymi reflektorami, przyjmując przy tym jednobryłowy kształt karoserii.
W latach 1997–2000 auto montowano w polskich zakładach Forda w Płońsku. W 1998 roku zmontowano 2500 sztuk, 1999 – 2446 sztuk, a w 2000 – 784 sztuki.

### Restylizacje
W 1992 roku zaprezentowano model po pierwszej modernizacji. W jej ramach zmieniono kształt reflektorów, a także przedni zderzak. Ponadto, zmieniono też atrapę chłodnicy. Pojawiły się też zmiany w wersjach wyposażeniowych i dostępnych jednostkach napędowych.
Kolejną, jeszcze bardziej rozległą modernizację Transita przeprowadzono pod koniec 1994 roku. Auto otrzymało nową deskę rozdzielczą oraz delikatnie zmieniony przód i nowy silnik. W opcji auto dostępne było z ABS-em, klimatyzacją, elektrycznymi szybami, centralnym zamkiem, elektrycznymi lusterkami, a także poduszkami powietrznymi. W Europie auto produkowano do 2000 roku. Natomiast w Wietnamie do 2003 roku.

### Chiny
W 2006 roku Transit czwartej generacji po specjalnej, przeprowadzonej z myślą o lokalnym ryku restylizacji, trafił do produkcji także w Chinach przez lokalną spółkę typu joint-venture między Fordem a chińskim Jiangling Motors. Po 11 latach produkcji, podczas której samochód zdobył dużą popularność jako m.in. radiowóz i karetka pogotowia, w 2017 roku chiński Transit przeszedł kolejną modernizację pasa przedniego, zmieniając przy tym nazwę na drugą markę joint-venture JMC-Ford, JMC Teshun.

### Silniki
- R4 2.5
- V6 2.9
- V6 3.0

## Piąta generacja

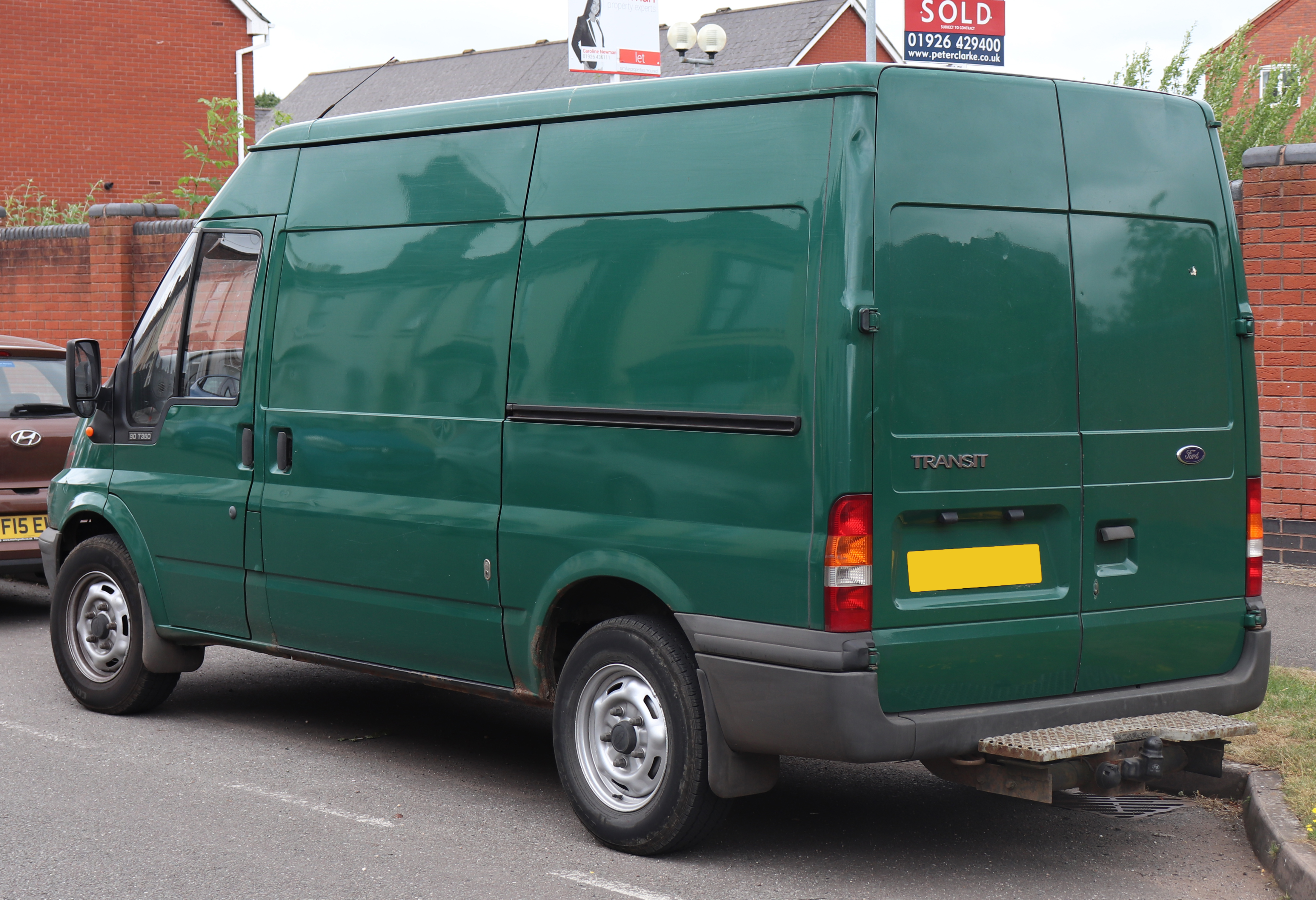
Ford Transit V – tył

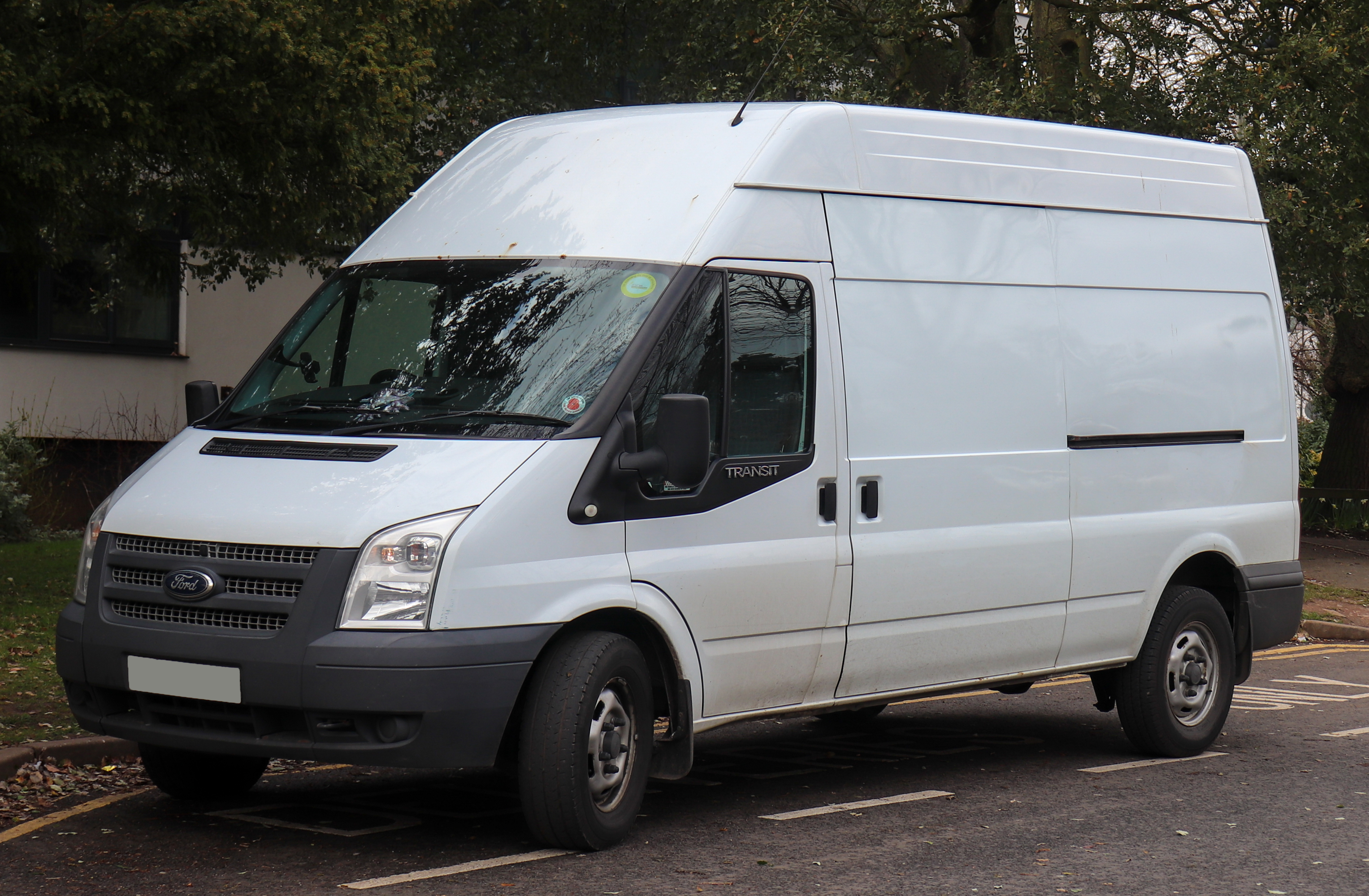
Ford Transit V po liftingu

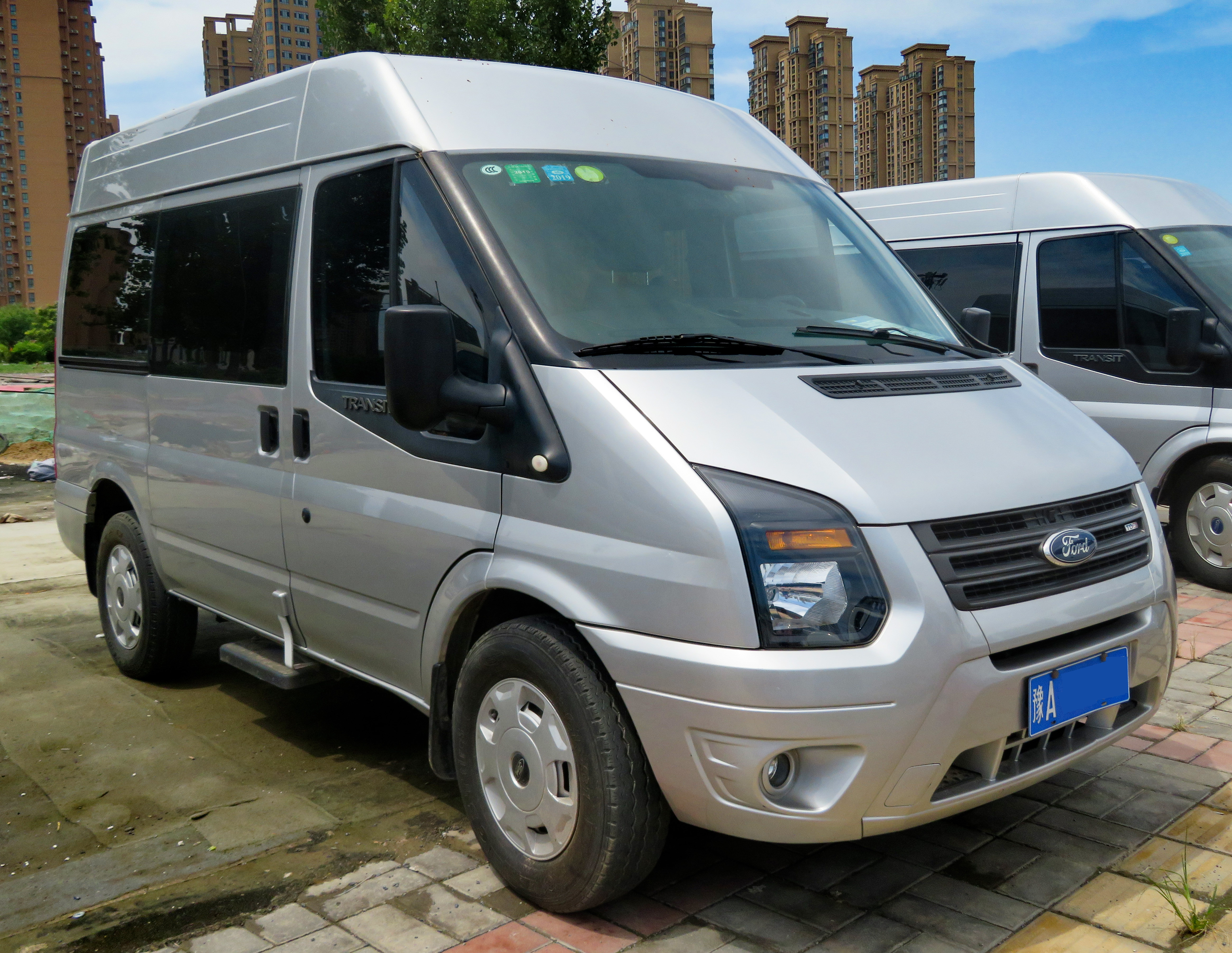
chiński Ford Transit V po drugim liftingu

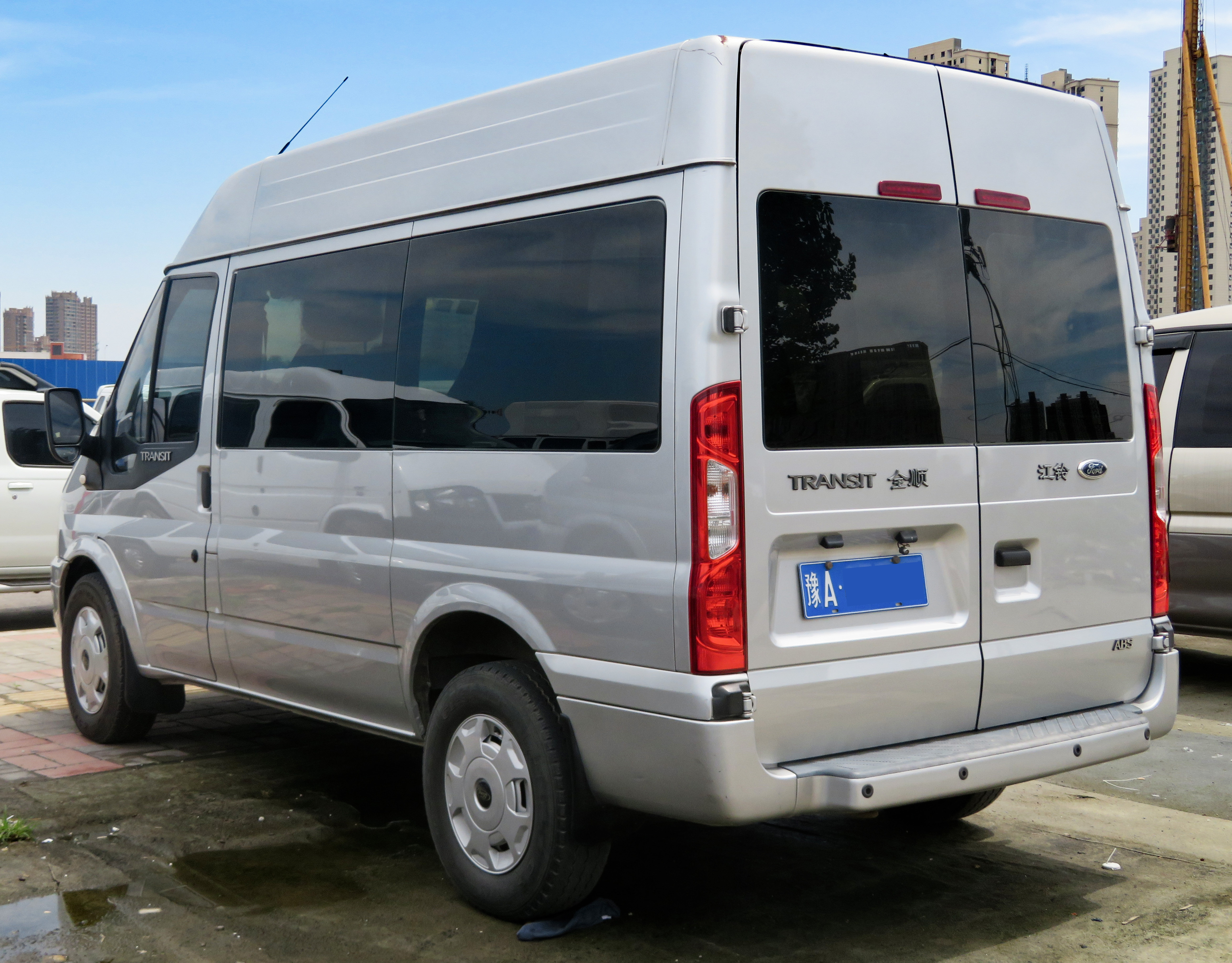
chiński Ford Transit V – tył drugim po liftingu

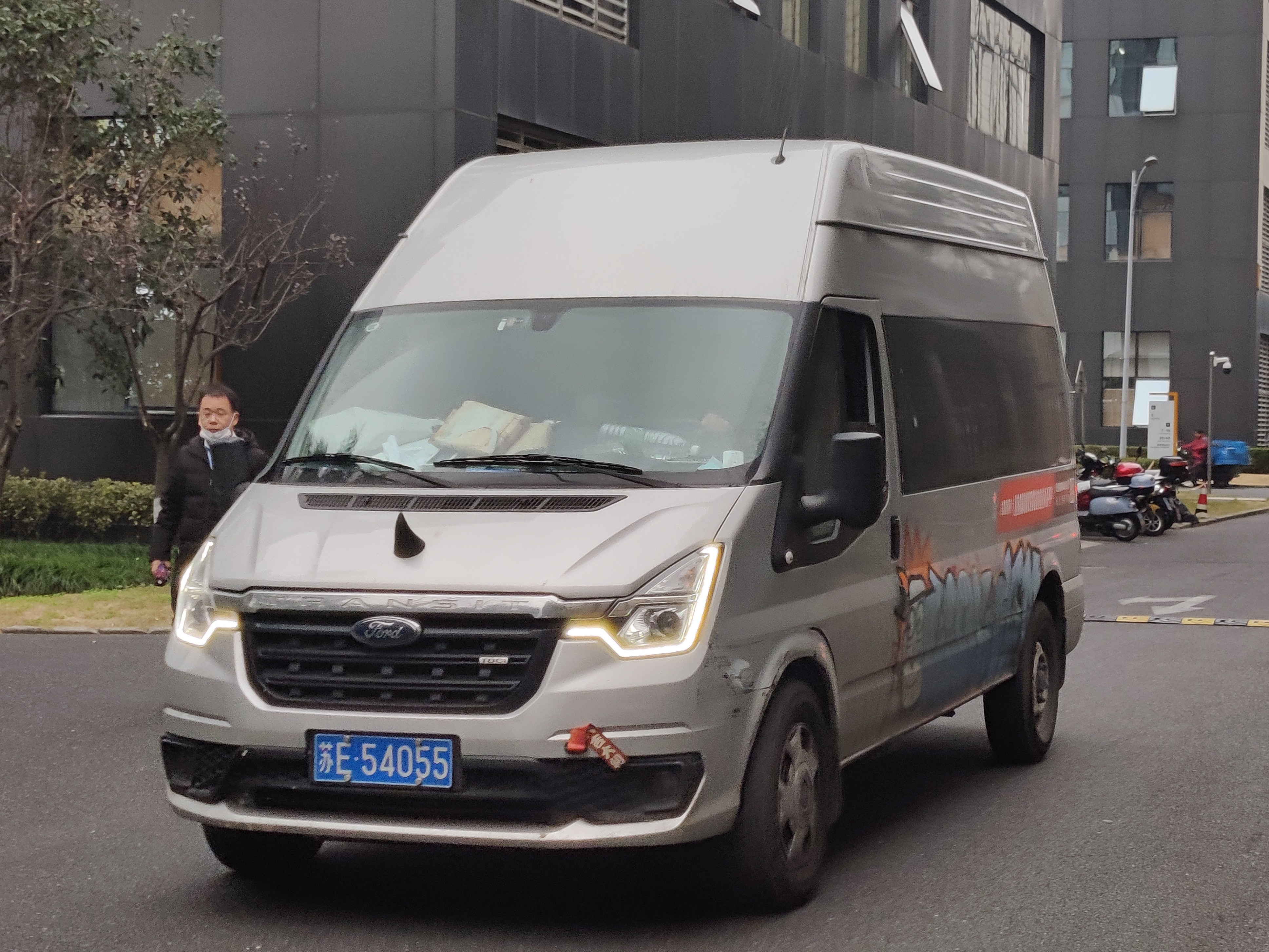
chiński Ford Transit Pro po trzecim liftingu

Ford Transit V został zaprezentowany po raz pierwszy w 2000 roku.
Piąta generacja Transita to ponownie całkowicie nowa konstrukcja dostawczego samochodu zbudowana od podstaw. Samochód otrzymał charakterystyczne, kanciaste proporcje nadwozia z nisko osadzonymi reflektorami. Nadwozie zostało usztywnione, a także przygotowane do różnych sposobów przeniesienia napędu.
W 2001 roku Ford Transit piątej generacji zdobył międzynarodowy tytuł Van of the Year.

### Lifting
Wersja po gruntownej modernizacji została zaprezentowana w 2006 roku. Pojazd otrzymał m.in. zmienione reflektory, grill i deskę rozdzielczą. Oprócz zmian stylistycznych zmiany doczekały się jednostki napędowe skonstruowane (szczególnie 2.2) przy współpracy z koncernem PSA W 2007 roku auto uzyskało międzynarodowy tytuł Van of the Year.

### Chiny
W 2008 roku amerykańsko-chińskie joint-venture Ford-JMC uruchomiło produkcję Transita piątej generacji także w Chinach, gdzie trafił on do sprzedaży równolegle z modelem poprzedniej generacji. Po 5 latach produkcji, w 2013 roku chiński Transit przeszedł pierwszą, dedykowaną dla lokalnego rynku restylizację, zyskując bardziej zaokrąglone reflektory, inną atrapę chłodnicy i charakterystyczne, wyciągnięte tylne lampy.
W grudniu 2020 roku, po 12 latach produkcji, chiński Ford Transit piątej generacji przeszedł drugą, obszerną restylizację nadwozia, przy okazji dokonano korekty nazwy na Ford Transit Pro. Samochód zyskał zupełnie nowy wygląd pasa przedniego z dużą, sześciokątną atrapą chłodnicy i agresywnie stylizowanymi reflektorami, a ponadto zmieniono wkłady lamp tylnych i wdrożono nowy projetk deski rozdzielczej.

### Wersje specjalne
W Wielkiej Brytanii na podwoziu VII generacji auta produkowano przez firmę Smith Electric Vehicles całkowicie elektryczna wersja pojazdu, nazwana Edison. Pojazd z silnikiem elektrycznym o mocy 122 KM pozwala na przejechanie na jednym ładowaniu od 130 do 160 km w zależności od wersji. Prędkość maksymalna pojazdu wynosi 80 km/h

### Silniki[22]
- 2.0 TD 75 KM
- 2.0 TD 86 KM
- 2.0 TD 100 KM
- 2.0 TD 125 KM
- 2.0 TD 144 KM
- 2.2 D 70 KM
- 2.4 TD 90 KM
- 2.4 TD 116 KM
- 2.4 TD 125 KM
- 2.4 TDCi 137 KM.

### Silniki (FL)[23]
- 1.8 TDDi 75 KM
- 1.8 TDCi 90 KM
- 1.8 TDCi 110 KM
- 2.2 Duratorq TDCI 85 KM
- 2.2 Duratorq TDCI 100 KM
- 2.2 Duratorq TDCI 110 KM
- 2.2 Duratorq TDCI 115 KM
- 2.2 Duratorq TDCI 125 KM
- 2.2 Duratorq TDCI 130 KM
- 2.2 Duratorq TDCI 140 KM
- 2.2 Duratorq TDCI 155 KM
- 2.2 Duratorq TDCI 200 KM
- 2.4 Duratorq TDCI 100 KM
- 2.4 TDCi 100 KM
- 2.4 TDCi 115 KM
- 2.4 TDCi 140 KM
- 3.2 Duratorq TDCI 220 KM

## Szósta generacja

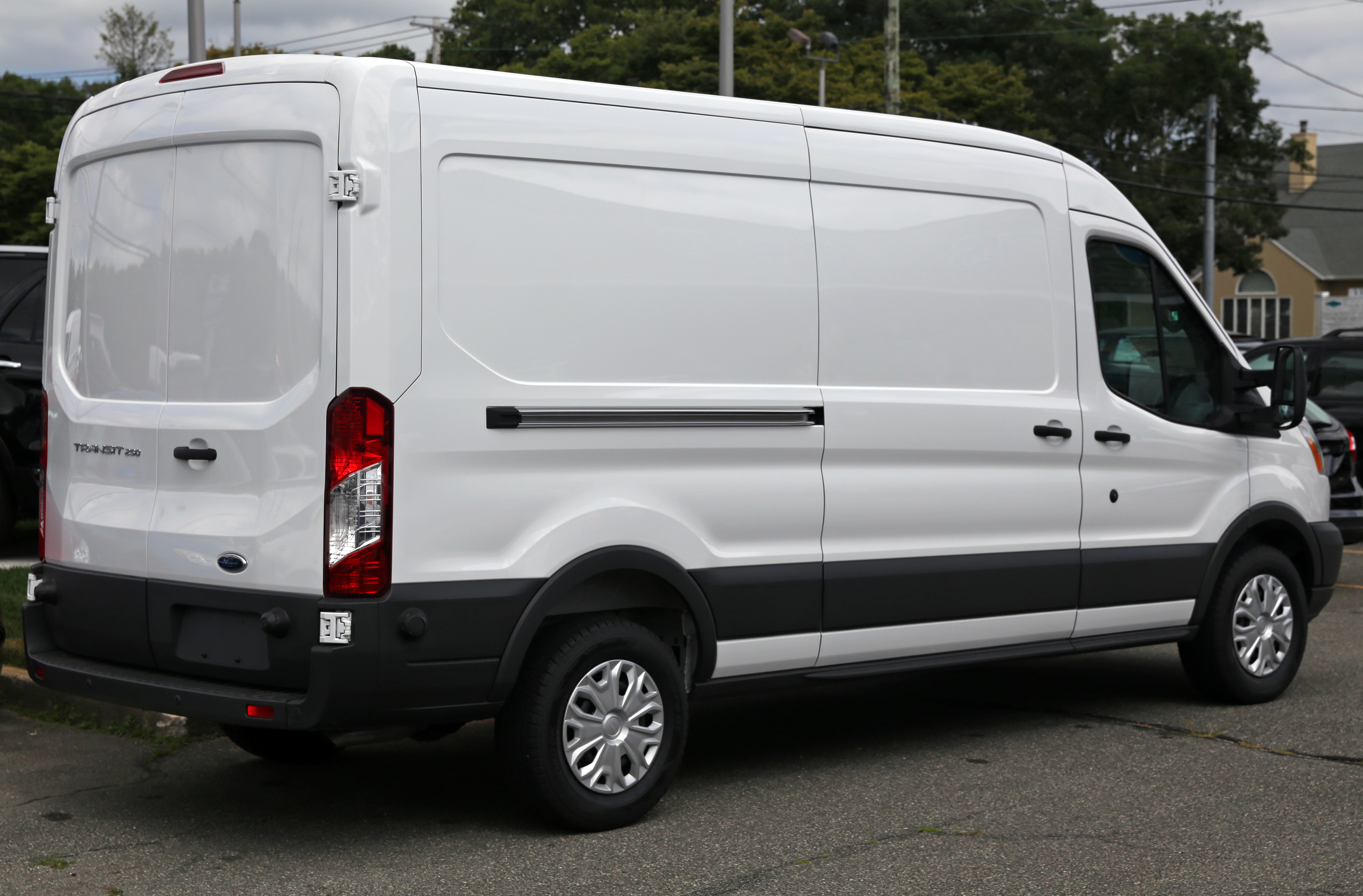
Ford Transit VI – tył

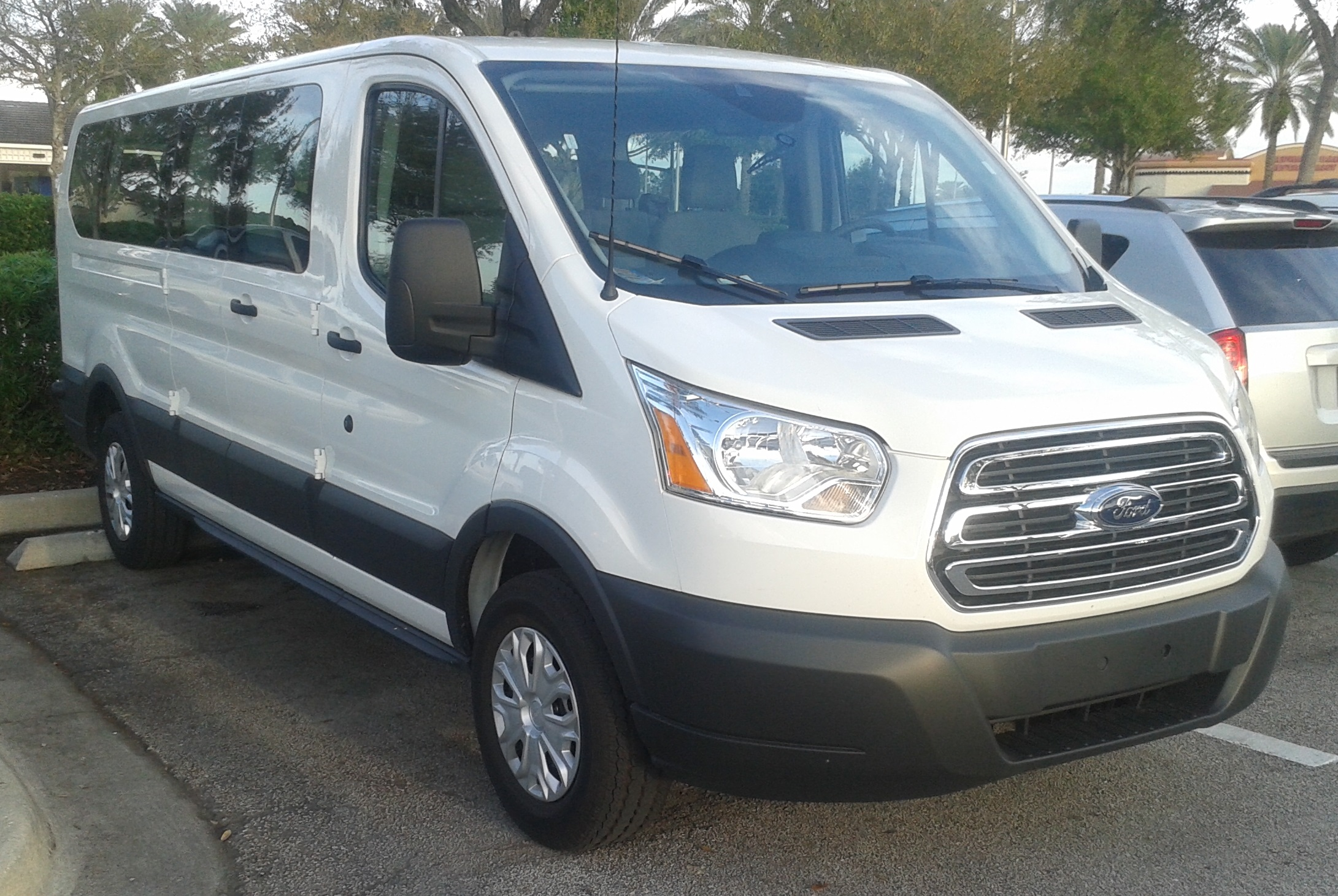
amerykański Ford Transit VI

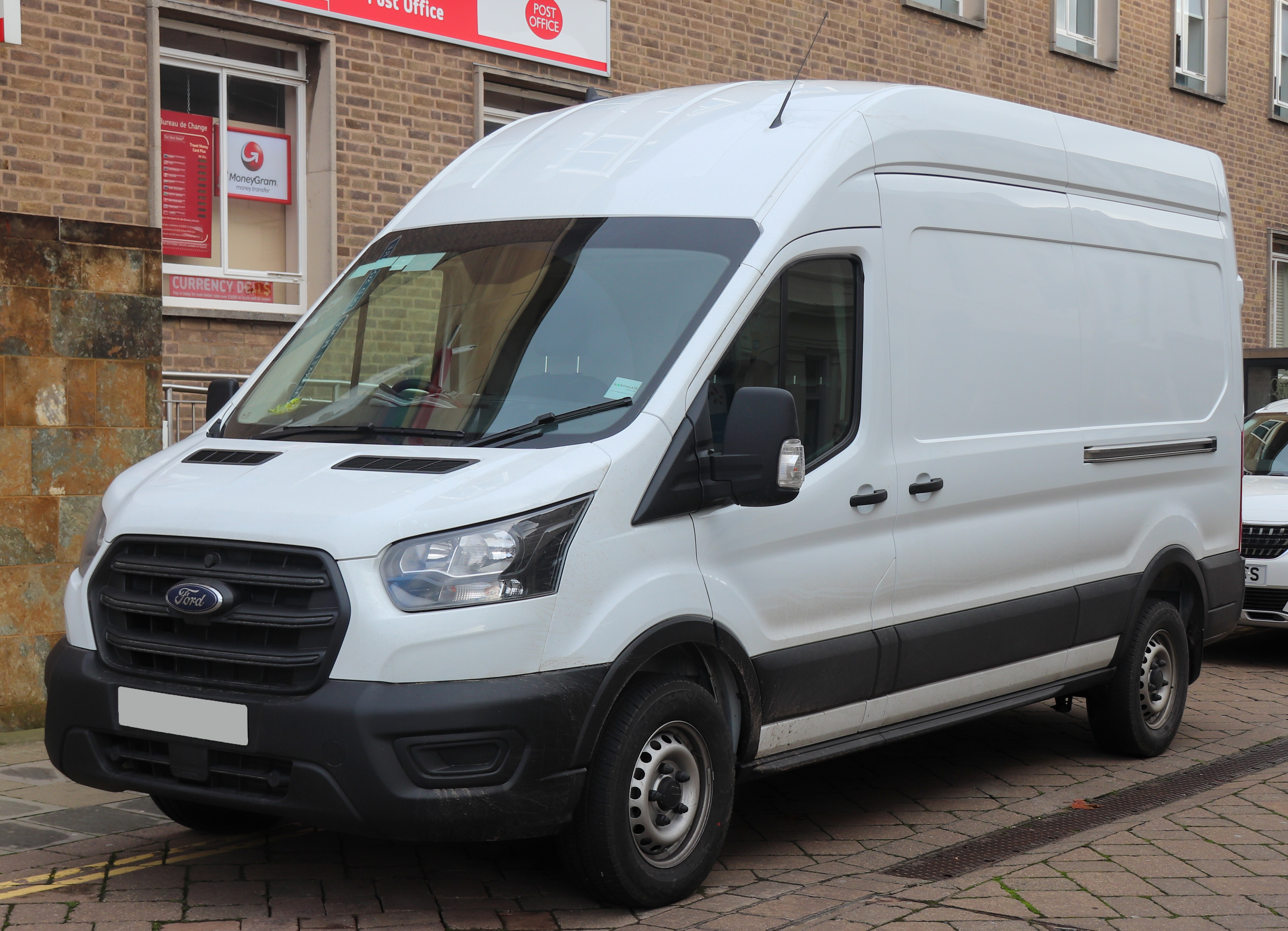
europejski Ford Transit VI po liftingu

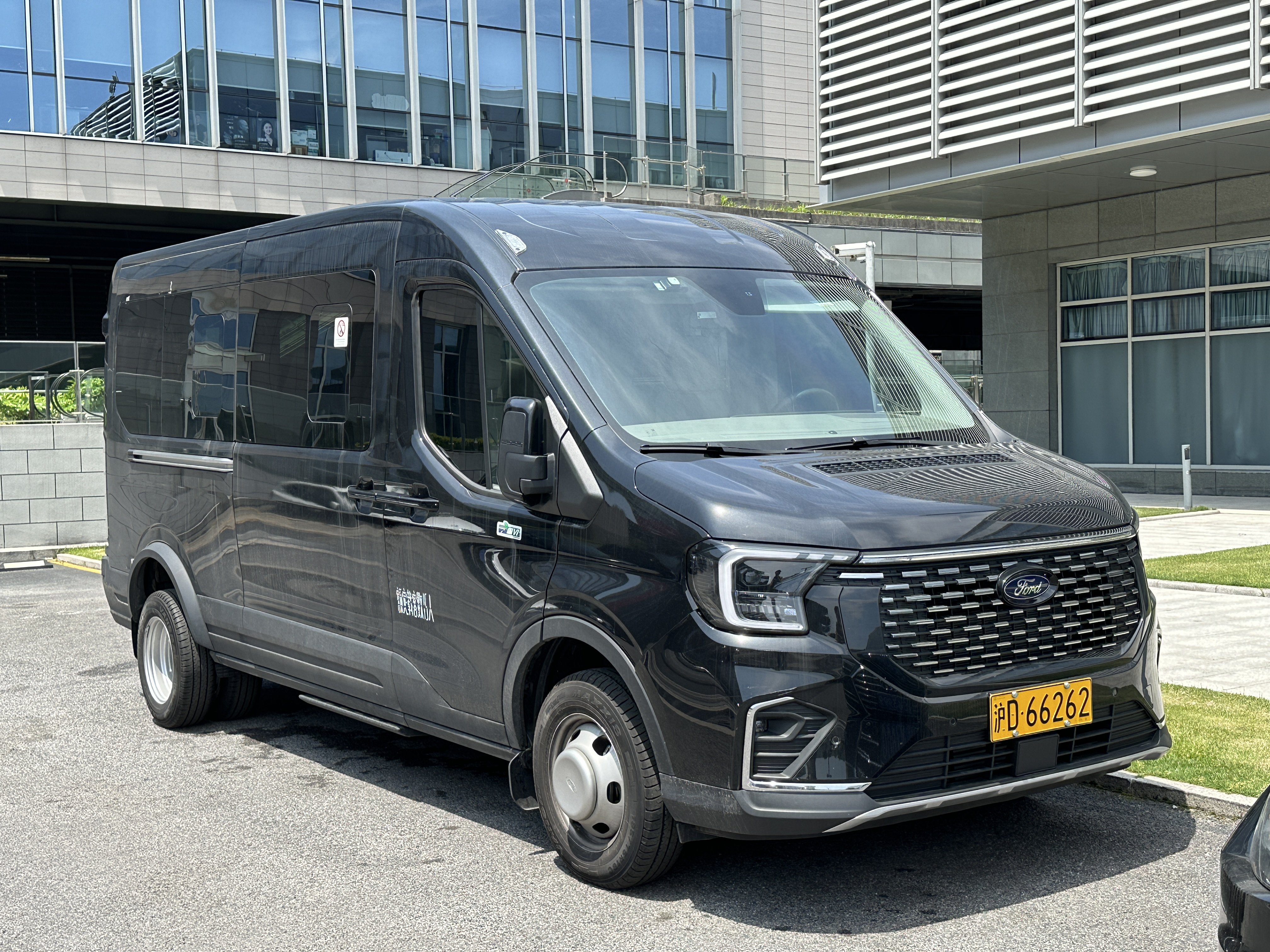
chiński Ford Transit VI po liftingu

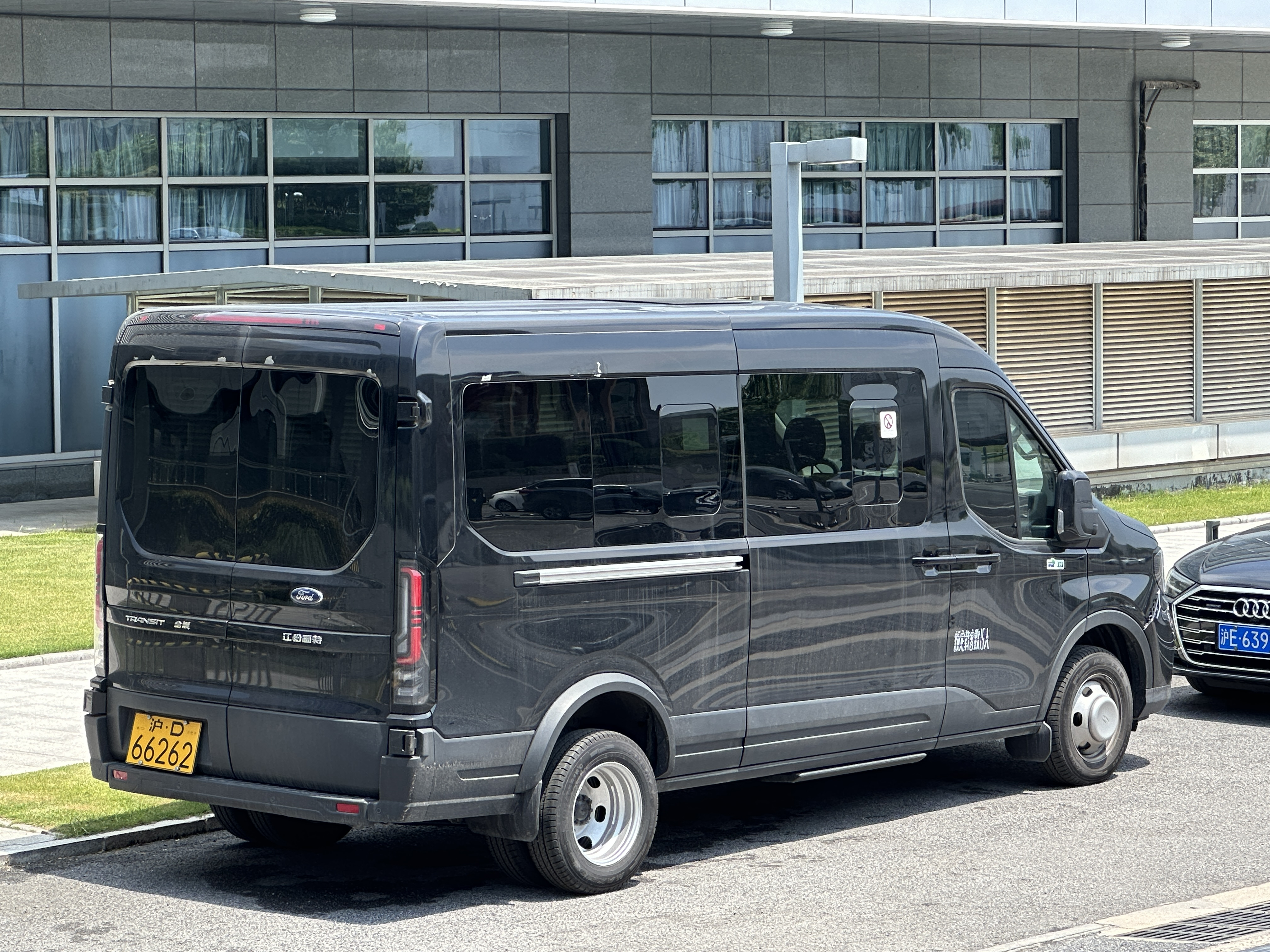
chiński Ford Transit VI - tył po liftingu

Ford Transit VI został zaprezentowany po raz pierwszy w 2012 roku.
Transit szóstej generacji przyniósł zupełnie nową koncepcję niż w przypadku poprzedników. Jest samochodem o rozmiar większym, ponieważ dotychczasowy model zastąpił Transit Custom.
Pojazd zbudowano na zupełnie nowej platformie, a z zewnątrz charakteryzuje się m.in. strzelistymi reflektorami i dużą, trapezoidalną atrapą chłodnicy. Z tyłu z kolei producent wyróżnił Transita VI podłużnymi, wąskimi lampami. Sprzedaż Transita w różnych wariantach długości nadwozia ruszyła oficjalnie wiosną 2014 roku.

### Sprzedaż
Ford Transit VI jest też pierwszym w historii modelem tej serii oferowanym w Stanach Zjednoczonych, gdzie dostępny jest także w wersji z obniżonym dachem, dodatkowymi dzielonymi bocznymi drzwiami i delikatnymi modyfikacjami w stylistyce. Lokalna odmiana trafiła do sprzedaży na rynku Ameryki Północnej w drugiej połowie 2014 roku i zastąpiła tam serię modelową Ford E-Series.

### E-Transit
Jesienią 2020 roku gama wariantów napędowych największego samochodu dostawczego w gamie Forda została rozbudowana po raz pierwszy o model napędzany prądem o nazwie Ford E-Transit. Samochód wyposażony został w pakiet produkowanych w Polsce akumulatorów o pojemności 64 kWh firmy LG Chem, które pozwalają na przejechanie ok. 350 kilometrów na jednym ładowaniu. Samochód dostępny jest w dwóch wariantach wysokości i długości, oferując przestrzeń ładunkową o pojemności do 15,1 metra sześciennego.
Z ładowarkami przydomowymi o mocy 11,3 kW elektryczny Transit ładowany jest do 100% baterii w 8 godzin, z kolei za pomocą szybkich ładowarek uzupełnienie stanu akumulatorów z 15 do 80% trwa 34 minuty. Debiut pojazdu w trzech wariantach rozmiaru nadwozia wyznaczony został na początek 2022 roku na rynkach globalnych.

### Restylizacje
We wrześniu 2018 roku Ford przedstawił Transita VI po modernizacji. Pojawił się nowy kształt zderzaków, przeprojektowany kształt atrapy chłodnicy oraz zmieniony kształt reflektorów, które wzbogacono diodami wykonanymi w technologii LED. Podobnie jak w przypadku innych, mniejszych modeli z serii Transit, zmieniono także kokpit. Pojawił się charakterystyczny projekt z prostokątnymi nawiewami i ekranem dotykowym do sterowania systemem multimedialnym. Ofertę z czasem rozbudowała także wersja hybrydowa typu plug-in, która trafiła na rynek w 2020 roku.
W lipcu 2023 roku Transit szóstej generacji przeszedł kolejną, tym razem dedykowaną tylko do rynku chińskiego obszerną restylizację. W jej ramach samochód otrzymał inny pas przedni w stylu debiutującej równolegle nowego wcielenia modelu Ranger, zyskując wyżej osadzony duży wlot powietrza i okalające ją reflektory w kształcie litery "C". Zmieniono ponadto wkłady lamp tylnych, wytłoczenie drzwi i tylnej klapy, a także wdrożono nowy projekt deski rozdzielczej. Znalazły się na niej dwa zintegrowane ze sobą 12,3 calowe wyświetlacze kolejno od wskaźników oraz systemu multimedialnego.

### Silniki
- R4 2.0L Duratorq TDCi
- R4 2.3L Duratec
- R4 2.4L Duratorq TDCi
- R5 3.2L Duratorq TDCi
- R5 3.2L Powerstroke
- V6 3.7L 4V Ti-VCT
- V6 3.5L EcoBoost twin-turbo